# Юлчубаев, Абдуманноб Муталович
Абдуманноб Муталович Юлчубаев (19 февраля 1955 — 26 июня 2019) — советский футболист, защитник, советский и киргизский футбольный арбитр, тренер.

## Биография
В качестве игрока много лет выступал в первенстве Киргизской ССР среди коллективов физкультуры за ошские команды «Текстильщик» и «Шелковик», чемпион республики 1974 и 1979 годов. В соревнованиях мастеров провёл два сезона за «Алай» (1981—1982) во второй лиге, сыграв 67 матчей и забив один гол.
В последних сезонах чемпионата СССР работал линейным арбитром на матчах второй лиги. После распада СССР продолжал выполнять функции линейного арбитра, в частности на международных матчах, а также стал работать главным судьёй. Судил финальный матч Кубка Кыргызстана 1995 года между «Семетеем» (Кызыл-Кия) и «Динамо» (Бишкек).
В первой половине 2005 года был главным тренером клуба «Алай».